# Joe Hart (personage)
Joe Hart is een personage uit de Amerikaanse televisieserie Glee van Fox. Het personage wordt gespeeld door acteur Samuel Larsen.

## Verhaallijn
Joe Hart verschijnt als een nieuwe uitwisselingsstudent aan het McKinley High in de aflevering "Heart", de dertiende aflevering van het derde seizoen. Hij is van huis uit christelijk en sluit zich op het McKinley High aan bij de "God Squad" club waarvan de andere leden ook lid zijn van de Glee Club: Mercedes, Sam, en Quinn. Als Quinn na een auto-ongeluk in een rolstoel terechtkomt, bidt hij voor haar en helpt met haar fysiotherapie. Quinn stelt hem voor in de Glee Club als dank. Joe merkt dat hij gevoelens heeft voor Quinn en keert zich tot Sam voor advies omdat de gevoelens gedeeltelijk fysiek zijn, wat in strijd is met zijn geloof. 

## Over de acteur
Samuel Larsen was een van de twee winnaars van de eerste seizoen van The Glee Project, en won een zeven afleveringen lange rol in Glee. Net als zijn karakter is Larsen christelijk, en hij was blij verrast dat zijn religieuze overtuigingen Ryan Murphy bleken te interesseren en te inspireren.